# Tomás Antônio de Vila Nova Portugal
Tomás Antônio de Vila Nova Portugal (Lisbonne, 18 septembre 1755 — Lisbonne, 16 mai 1839) est un magistrat et un homme politique luso-brésilien. Il exerce tour à tour les fonctions de Premier ministre de Portugal (1817-1821), ministre du commerce du Brésil (1817-1821), ministre de l'économie du Brésil (1817-1821) et ministre de la Guerre du Brésil (1817-1820).